# Raško (Kolašin)
Pour les articles homonymes, voir Raško.
Raško (en serbe cyrillique : Рашко) est un village du centre du Monténégro, dans la municipalité de Kolašin.

## Démographie

### Évolution historique de la population
| 1948 | 1953 | 1961 | 1971 | 1981 | 1991 | 2003 |
| ---- | ---- | ---- | ---- | ---- | ---- | ---- |
| 232  | 217  | 209  | 177  | 125  | 76   | 35   |